# 日テレ・テクニカル・リソーシズ
株式会社日テレ・テクニカル・リソーシズ（英: NTV Technical Resources Inc.）は、日本テレビホールディングスの連結子会社でテレビ番組の技術及びポストプロダクションやCG技術といった制作技術系業務、並びに日本テレビでの主調整室や回線運用セクション、BS日本やCS日テレ、WOWOWなどでの放送技術系業務を担う技術プロダクションである。略称はNiTRo。
旧NTV映像センター（現日テレグループ企画）と日本テレビビデオ（現日テレアックスオン）の技術部門が合体して2007年4月1日より業務を開始した。

## 会社概要

### 所在地
本社
- 〒105-7419 東京都港区東新橋1-6-1
日本テレビタワー19F

制作技術部
- 〒102-0084 東京都千代田区二番町14
日本テレビ番町スタジオ9F

STUDIO M-CUBE
- 〒105-0021 東京都港区東新橋1-2-10　丸進ビル新館2F

中継車
- 自社で所有するHD中継車3台(内1台は4K対応可能)に加え、日本テレビの中継車1台及び音声中継車1台の運用を受託している。

ポスプロ技術センター
- 日本テレビタワー19F SHIODOME19BOX:〒102-7419 東京都港区東新橋1-6-1 日本テレビタワー19F

日本テレビタワー内19階にあり、主にオンライン編集、MAとダビング業務を行っている。
- 編集室×17
- MA室×4

- POST PRODUCTION CENTER：〒105-0021 東京都港区東新橋1-2-10　丸進ビル新館B1F〜M2F、3F～4F

日本テレビタワーと通りをはさんで向かい側にあり、編集、MAとデジタイズ業務を行っている。
- リニア編集室×2（うち1部屋はノンリニア編集機を組み合わせたハイブリッド編集室となっている）
- ノンリニア編集室×12
- MA室×3

- NiTRo SHIBUYA：〒150-0042 東京都渋谷区宇田川町33-6　渋谷フラッグ7階

同社の拠点である汐留・麹町から離れ、渋谷地区で初めての拠点となる。4K/8K対応の編集所として業務を行っている。
- EDIT室(オンライン編集室。内1室は8K編集室・試写室兼用)×5
- MA室×2
- PD室(オフライン編集室)×8

### 役員
- 代表取締役社長：柴田康弘
- 常務取締役：窪川直毅
- 取締役：山﨑秀二、守岡俊明、住幸憲、海野太郎、石塚功、大武衛
- 監査役：番由貴夫

#### 元役員
- 代表取締役会長：山川公一
- 代表取締役社長：吾妻光良(2007年2月1日 - 2010年6月14日)、片岡朋章(2010年6月14日 - 2012年6月1日)、廣江潤(2012年6月5日 - 2014年6月3日)、熨斗賢司(2014年6月3日 - 2018年6月5日)、山川公一(2018年6月5日 - 2023年6月1日)
- 常務取締役：梅澤一樹
- 取締役：勝見明久、坂本親保、舛方勝宏、田村信一、黒崎忠男、徳市慎治、村上孝一、大島悦郎、間部耕苹、花房秀治、秋山真、石澤顕、辻澤達志、渡辺弘、大山昌作、牛山雅博、原泰造、小林将高、薗田恭子、一本哉、佐治佳一、髙橋知也、松井昌治、柴田康弘、黒木まゆみ、黒崎太郎、高橋秀明、於保浩之、長尾桂偉

## 沿革
1979年に日本テレビから制作技術局映画部が分離独立する形で設立されたNTV映像センターと、ビデオソフト制作を目的として1970年に日本テレビ100％出資で設立されたオーディオ・アンド・ビデオ（1980年に日本テレビビデオに社名変更）の双方の技術部門が合体して、2007年2月1日に設立された。日テレ・テクニカル・リソーシズ（NiTRo）としての業務開始は同年4月1日である。
日本テレビ保有の放送設備を用いた制作技術業務・放送技術業務や、自社設備を用いた中継・ENG (放送)業務、ポストプロダクション業務を展開している。

## 制作技術センター
日本テレビのスタジオやロケーション撮影や中継・収録を用いた業務を行なっている。
（凡例）太字：現在放映中また継続中（特番の場合）の番組・これから放映される番組。特に記述がない場合は日テレ

### 生田管理部
生田スタジオでは主にドラマの撮影・編集を行っている。なお日テレ制作だけではなくNHKや民放局のドラマも担当している。
（特に記述がない場合は日テレ）

### 写真部
テレビ番組全般のスチール写真撮影を行う業務である。
（特に記述がない場合は日テレ）

## 報道技術センター
（特に記述がない場合は日テレ）

### 現在
デイリーニュース
- NNNニュース
- Oha!4 NEWS LIVE
- NNNストレイトニュース
- news every.
- NEWS ZERO

選挙特番
- ZERO×選挙

専門チャンネル
- 日テレNEWS24

### 過去
デイリーニュース
- NNNニュースD
- NNN Newsリアルタイム
- NNNニューススポット

## 運行技術部
（特に記述がない場合は日テレ）

## ポスプロ技術センター
編集、MA、CG、ダビング業務を行っている。
（特に記述がない場合は日テレ）